# Quartiere 1 (Firenze)
Il quartiere 1 (Centro storico) è una delle 5 circoscrizioni in cui è suddiviso il Comune di Firenze.

## Evoluzione amministrativa
Dal 1976 il territorio del Comune di Firenze fu suddiviso in 14 circoscrizioni, che presero fin dall'inizio il nome di "Quartieri". In seguito alla riorganizzazione del 1990 i Quartieri furono ridotti agli attuali 5. Il territorio del precedente Quartiere 1 (centro storico "diquaddarno", sede in Piazza Santa Croce) del Quartiere 3 (centro storico Oltrarno, con sede in Via Sant'Agostino) e del Quartiere 8 (San Jacopino-Puccini-Cascine, con sede in Via delle Carra) è stato dunque riunificato nel territorio del nuovo Quartiere 1.
Per questo motivo il territorio del Quartiere non comprende solamente il centro storico di Firenze, ma anche la zona delle Cascine, di Piazza Puccini e del rione San Jacopino, di più recente evoluzione, ed è anche l'unico attraversato dall'Arno.

## Confini
È racchiuso principalmente entro i viali di Circonvallazione, ovvero le vestigia delle mura fiorentine, abbattute in massima parte con i lavori per l'ammodernamento ai tempi di Firenze Capitale. Vi sono però alcune eccezioni:
- la zona di Bellosguardo, in Oltrarno, appartiene in parte al Quartiere 1, sebbene oltre le mura
- l'ultimo tratto del torrente Mugnone, dalla Fortezza da Basso alla immissione nell'Arno, funge da naturale confine: quindi tutto il parco delle Cascine.

## Rioni del Quartiere
Al territorio del Quartiere 1 competono i seguenti rioni: Bellosguardo, Boboli, Cascine, Cestello, Duomo, Forte Belvedere, Fortezza da Basso, Indipendenza-Barbano, Mercato Centrale, Oltrarno, Piazza Beccaria, Piazza d'Azeglio, Piazza Puccini, Piazzale Michelangelo, Pitti, Ponte Vecchio, Porta al Prato, Porta Romana, Repubblica, San Frediano, San Gallo, San Jacopino, San Lorenzo, San Marco, San Niccolò, Santa Croce, Santa Maria Novella, Santa Trinita, Santissima Annunziata, Sant'Ambrogio, Santo Spirito, Signoria, Viali di circonvallazione

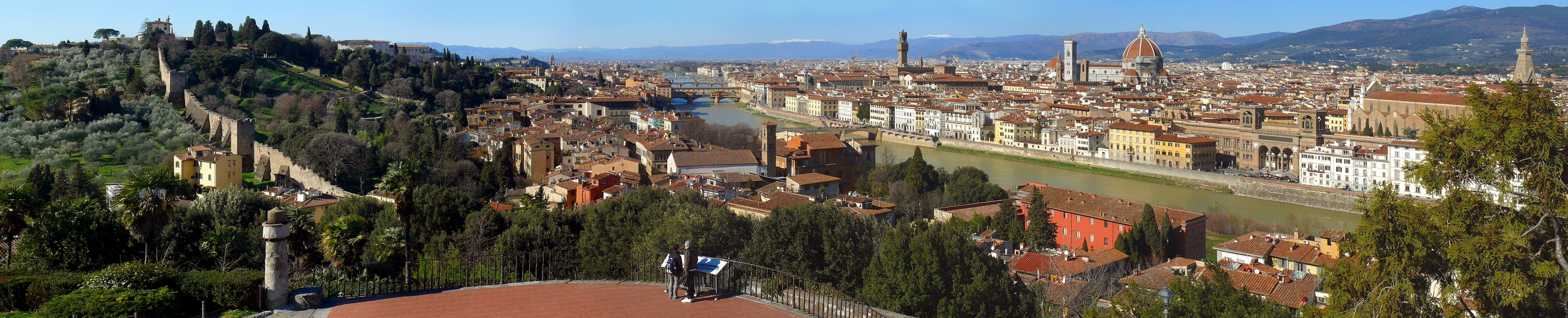
Il panorama da Piazzale Michelangelo.